# Illertissen
Illertissen est une ville de Bavière (Allemagne), située dans l'arrondissement de Neu-Ulm, dans le district de Souabe.

## Géographie

### Situation géographique
Illertissen est située à une hauteur moyenne de 513 mètres, dans le sud-ouest du Land de Bavière, dans le district de Souabe. La ville tire son nom de la rivière Iller qui longe la frontière ouest de la commune. Illertissen se trouve approximativement au milieu entre Memmingen et Ulm.

### Communes voisines
Les communes voisines, dans le sens des aiguilles d'une montre, sont Bellenberg, Weißenhorn, Buch, Unterroth, Altenstadt an der Iller, Balzheim et Dietenheim. À l'ouest, se trouve le secteur non communal de « Auwald » umschlossen, avant d'arriver à la frontière au Land de Bade-Wurtemberg et les communes de Dietenheim et Balzheim.

### Division de la ville
La ville d'Illertissen est composée, outre de son noyau, de 5 communes et 13 quartiers :
- Illertissen avec Aumühle, Jungviehweide, Tannenhärtle et Unteres Ried ;
- Au (nord-ouest) avec Bruckhof et Dornweiler ;
- Betlinshausen (nord-est) ;
- Jedesheim (sud) avec Binsengraben et Ölmühle ;

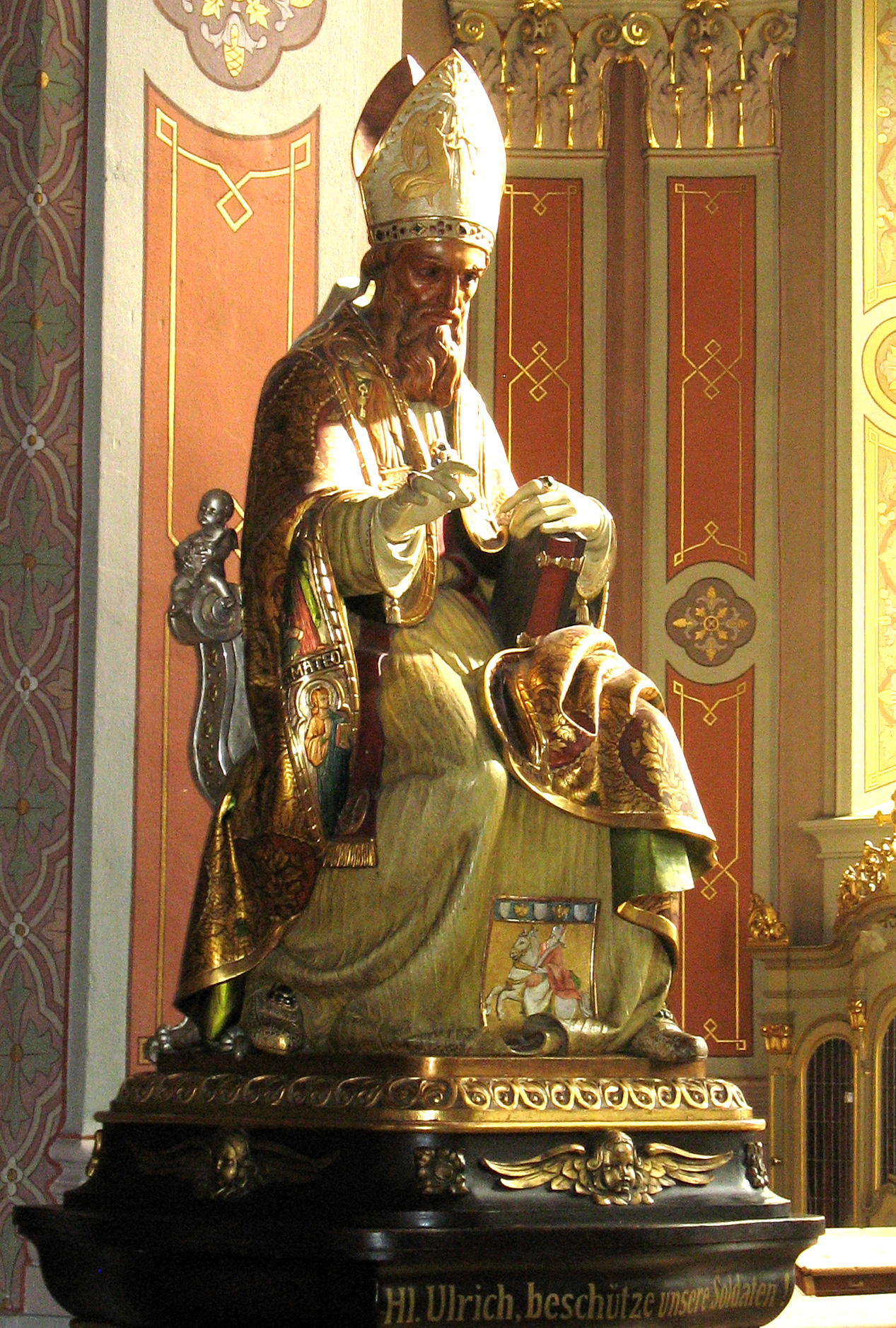
Ulrich d'Augsbourg.

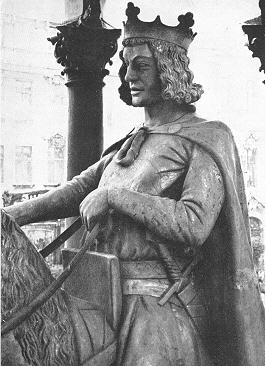
Otton Ier du Saint-Empire.

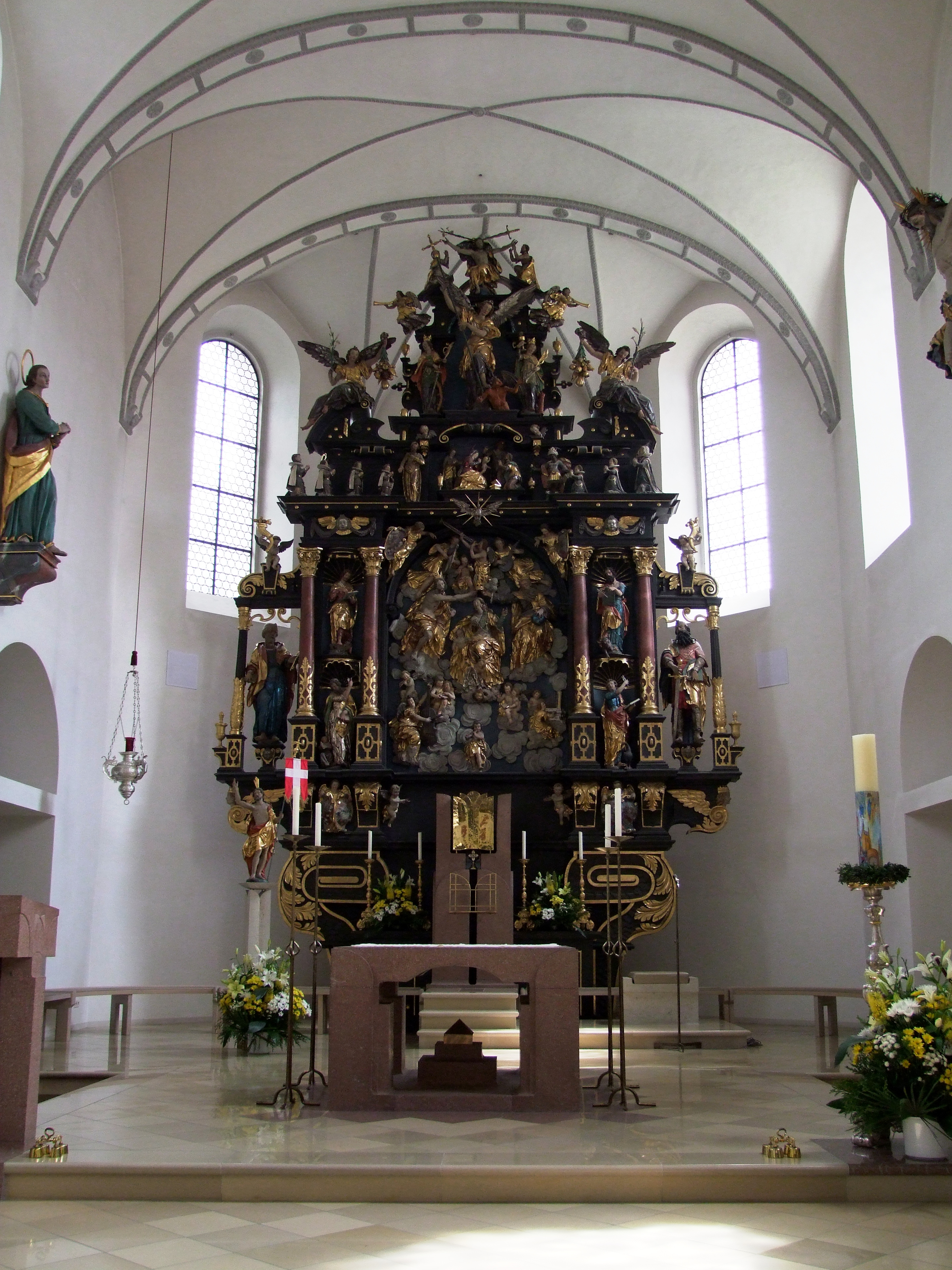
Maître-autel de l'église Saint-Martin.

Illertissen dans le district de Neu-Ulm, et le district dans le Land de Bavière (en haut à droite).

- Tiefenbach (nord-est).

## Histoire
La première mention d'Illertissen sous le nom de place "Tussa" date de 954. Elle apparaît dans le document scellant réconciliation de la Ulrich d'Augsbourg, évêque d'Augsbourg, et de Otton Ier du Saint-Empire, alors évêque de Coire, avec son fils le duc Liudolf de Souabe en vue de former une armée commune pour arrêter l'avancée des Hongrois. Les trois « P » dans les armoiries, qui signifient Pugnamus Pro Pace ou encore « Nous nous battons pour la paix » peuvent être liés à cet événement.
Aux XIIe et XIIIe siècles les comtes de Kirchberg élèvent le château-fort nommé alors Tissen, et maintenant communément appelé Vöhlinschloss (de) « château des Voehlin ». En 1430, la commune obtient le droit de foire et les seigneurs obtiennent le droit de haute juridiction par Sigismond de Luxembourg. Le commerce et l'artisanat fleurissent, et on trouve des brasseurs et tisseur. La famille des Vöhlin (de) (1520–1757), une famille de patriciens de Memmingen , s'installe à Illertissen et y joue un rôle moteur. Ils acquièrent en 1520 le château et le territoire Illertissen. En banqueroute au milieu du XVIIIe siècle, ils cèdent la propriété en 1756 au prince-électeur Maximilien III Joseph de Bavière. 
La construction, en 1861-1862, de la ligne de chemin de fer Neu-Ulm–Kempten (de), appelée Illertalbahn parce qu'elle longe la vallée de l'Iller, constitue un moment important dans le développement d'une commune alors encore rurale. À l'ouest de la ligne s'installent des entreprises industrielles, la population augmente en conséquence et passe d'environ 1000 en 1800 à environ 1800 en 1905 et à 2500 en 1930. Après la deuxième Guerre mondiale et la réforme monétaire de 1948, de nouvelles branches de production s'installent. Ainsi Illertissen participe à l'industrialisation générale.

## Monuments et équipements

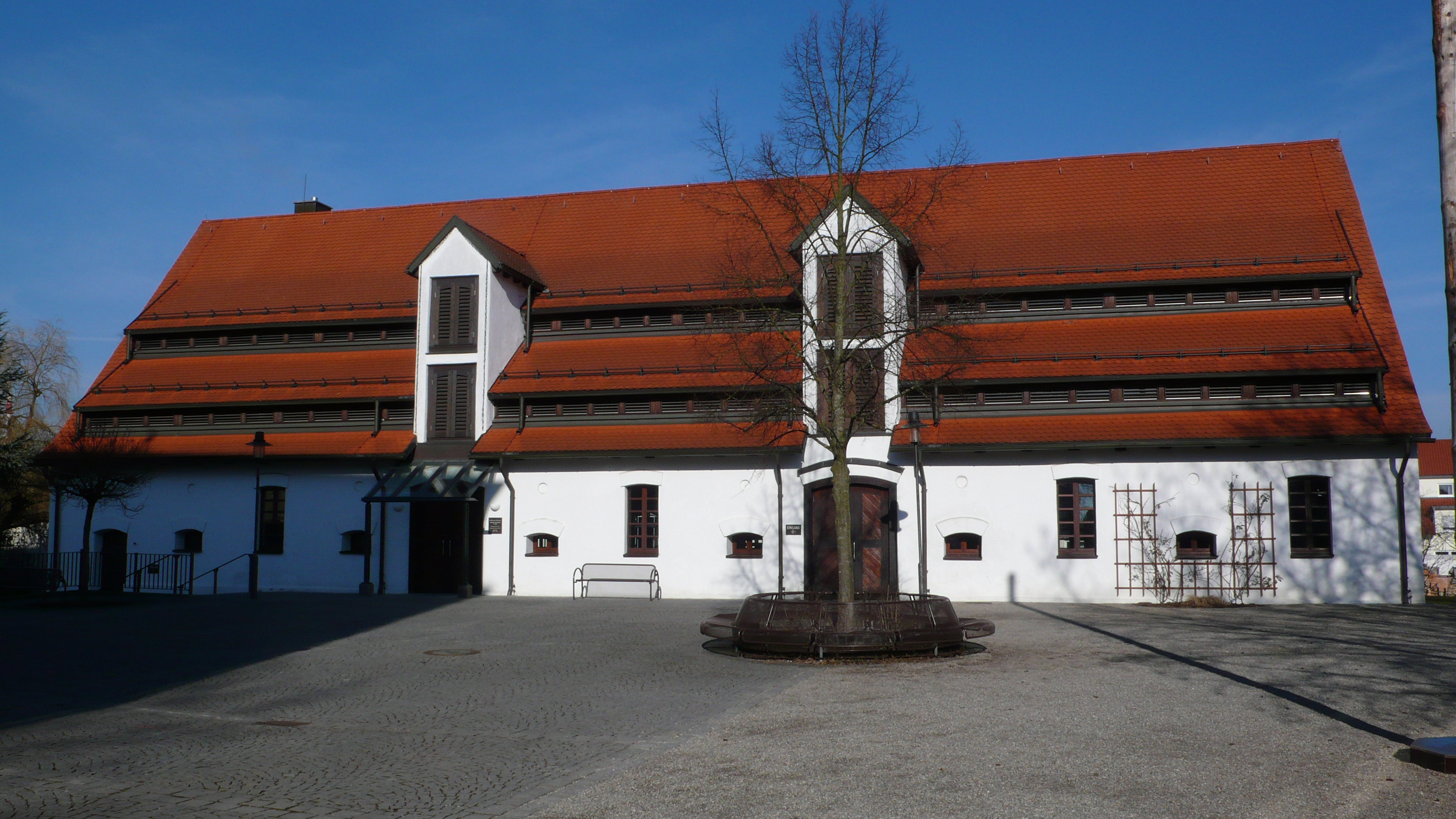
Grenier à dîmes.

- Le Vöhlinschloss (de) ou château des Vöhlin a été construit entre le XIIe et le  XIIIe siècle par le comte de Kirchberg et s'appelait alors Burg Tissen. Dans les années 1520 à 1756 il était la propriété de la famille Vöhlin. Il est doté d'une chapelle en style rococo. Depuis 1803 le château est propriété de l'État de Bavière qui se sert du bâtiment pour loger diverses administrations. Depuis 1983, le musée abrite un musée du patrimoine et un musée de l’apiculture. Le bâtiment principal sert de centre de formation, de gestion et de conférences pour les instituts universitaires d’Augsbourg, Kempten et Neu-Ulm.
- Église Saint-Martin, église baroque connue notamment pour son maître-autel (1604) dû au sculpteur Christoph Rodt. Elle possède aussi un carillon de 49 cloches.
- Un grenier à céréales, utilisé comme grenier à dîmes, est construit vers 1697. Il est transformé en salle de réunion en 1993.
- Un musée du jardinage (de) est ouvert depuis 2013 au nord-est d'Illertissen

## Personnalités liées à la ville
- Reiner Knizia (* 1957), inventeur de jeux
- Pirmin Holzschuh (* 1968), prieur de l'abbaye de Stiepel
- Marc Forster (* 1969), réalisateur, producteur et scénariste
- Verena Sailer née le 16 octobre 1985 est une athlète spécialiste du sprint. Elle est championne d'Europe sur 100 m aux championnats d'Europe d'athlétisme 2010 à Barcelone.
- Karl-Heinz Brunner (né en 1953), maire de la ville (de 1990 à 2002).